# William Russell (Komponist)
William Russell (* 6. Oktober 1777 in London; † 21. November 1813 ebenda) war ein englischer Organist und Komponist, Sohn des Orgelbauers William Russell.

## Leben
Vom achten Lebensjahr an wurde er von den Organisten William Scope, William Shrubsole und John Groombridge unterrichtet. Zwischen 1789 und 1793 war er Aushilfe seines Vaters, Organist an St. Mary Aldermanbury, London. 1793 wurde Russell zum Organisten an der Great Queen Street Chapel ernannt; Kathedralgottesdienste wurden dort bis 1798 gehalten, 1798 wurde die Kapelle ein methodistisches (Wesleyan) Andachtshaus. Im September 1798 folgte die Wahl zum Organisten an St Anne’s, Limehouse, London. 1801 wurde er für eine ähnliche Anstellung am Foundling Hospital (Bloomsbury, London) gewählt.
Zu dieser Zeit nahm Russell seine musikalischen Studien bei Samuel Arnold wieder auf. Durch dessen Einfluss kam er zu Beschäftigungen an verschiedenen Londoner Theatern: Zwischen 1800 und 1804 komponierte er für annähernd zwanzig Pantomimen am Sadler’s Wells (Islington, London) und eine Reihe von Stücken für den Royal Circus. Er schrieb auch für die Oper im Londoner Stadtteil Covent Garden, wo er als Begleiter fungierte. Sein Satz von Christopher Smarts Ode on St Cecilia’s Day (1800, siehe Cäcilienode) und The Redemption of Israel wurden beide wahrscheinlich von der Cecilian Society aufgeführt, deren Mitglied er war. Ein Band mit Psalmen, Hymnen und anderen Lobgesängen wurde für die Foundling Hospital Chapel 1809 zusammengestellt. 1808 erlangte er den Bachelor of Music am Magdalen College, Oxford, und begann seine Tätigkeit als Orgelgutachter; gelegentlich inspizierte er dabei Instrumente aus der Werkstatt seines Vaters. Ferner veröffentlichte er Twelve Voluntaries for the Organ or Pianoforte und ein Second Book of Voluntaries (1812), während Job, ein Oratorium von Russell und arrangiert für Orgel/Klavier von Samuel Sebastian Wesley, 1826 herauskam.
Russell starb am 21. November 1813 in Cobham Row, Cold Bathfields, London.

## Werke
Werk – Jahr der Erstveröffentlichung
- Ode on St Cecilia’s Day – 1800
- The Redemption of Israel – ????
- Twelve Voluntaries for the Organ or Pianoforte – 1812
- Second Book of Voluntaries – 1812

(die beiden Bände zusammenfassend bekannt als Russell’s Voluntaries)
- Job (Oratorium) – 1826